# Руя (приток Плюссы)
Руя — река в России, протекает в Сланцевском районе Ленинградской области. Берёт начало из озеро Балаболкино. Устье реки находится в 21 км по правому берегу реки Плюсса у г. Сланцы. Длина реки составляет 48 км, площадь водосборного бассейна 274 км².
В 40 км от устья, по левому берегу реки впадает река Хотышина, в 24 км — по правому берегу впадает ручей Рудинка.

## Данные водного реестра
По данным государственного водного реестра России относится к Балтийскому бассейновому округу, водохозяйственный участок реки — Нарва. Относится к речному бассейну реки Нарва (российская часть бассейна).
Код объекта в государственном водном реестре — 01030000412102000027274.